# Луиза Ульрика Прусская
Луиза Ульрика Прусская (нем. Luise Ulrike von Preußen, также Ловиса Ульрика Прусская (швед. Lovisa Ulrika av Preussen); 24 июля 1720[…], Берлин — 16 июля 1782[…], дворец Свартшё, Стокгольм) — прусская принцесса, дочь короля Фридриха Вильгельма I, младшая сестра Фридриха Великого. С 1751 года — королева Швеции.

## Биография
Луиза Ульрика Прусская родилась 24 июля 1720 года в семье короля Пруссии Фридриха Вильгельма I и его супруги Софии Доротеи Ганноверской. Она была пятой из шести дочерей прусского монарха. В отличие от других детей короля-солдата бойкая принцесса проявляла живой интерес к военному делу и заслужила этим любовь своего отца.
29 августа 1744 года 24-летняя Луиза Ульрика по настоянию своего брата Фридриха II Прусского вышла замуж за шведского кронпринца Адольфа Фредрика из Гольштейн-Готторпской династии, впоследствии избранного королём Швеции в 1751 году. Двор в Дроттнингхольме при умной и образованной королеве по примеру прославился своим блеском и французской изысканностью. Тем не менее, Луизе Ульрике, проявлявшей иногда властный характер, с трудом удавалось адаптироваться в новом окружении. В 1747 году Фридрих II заключил с Швецией союз, согласно которому Пруссия обязалась оказать Швеции помощь в случае угрозы со стороны России. Оживлённая переписка брата и сестры, в которой король Пруссии делится своим военным опытом, свидетельствует об их близких отношениях.
В 1751 году супруг Луизы Ульрики взошёл на трон Швеции, и вокруг монаршей четы сформировалась придворная партия, в которой поначалу состояли их близкие друзья из высшей аристократии, а также представители литературы и искусства, которых привлекла увлечённая искусством королева. Позднее в придворную партию вступали офицеры и чиновники, покидавшие старые партии в надежде на личные привилегии. Придворная партия отличалась от партии шляп и партии колпаков: она не была связана ни с одним из сословий и не выдвигала никакой политической или экономической программы. Её идея состояла в принципиальном противодействии парламентской конституции и укреплении королевской власти.
На риксдаге 1751—1752 годов придворная партия добилась некоторых привилегий для монаршей четы без каких-либо кардинальных изменений в системе власти. Конфликт между придворной партией и доминировавшей в парламенте партией шляп продолжал обостряться. Кульминация наступила в 1756 году, когда был предотвращён государственный переворот, организованный ближайшими друзьями королевы Луизы Ульрики. Заговорщики были своевременно разоблачены, несколько членов придворной партии были приговорены к смертной казни или вынужденно отправились в эмиграцию. Парламент вынес королеве строгое предупреждение.
По настоянию брата Фридриха II Луиза Ульрика вернулась на родину в Пруссию спустя 28 лет проживания в Швеции после смерти супруга. Луизу Ульрику характер которой с возрастом только портился, тем не менее встретили с большим теплом. Отношения с сыном Густавом III оставались натянутыми.

## Потомки
У Ульрики и Адольфа Фредрика родилось четверо детей:
- Густав III (1746—1792), король Швеции
- Карл XIII (1748—1818), король Швеции
- Фредрик Адольф (1750—1803), герцог Эстеръётландский
- София Альбертина (1753—1829), принцесса Шведская